# جون رودجرز (ضابط)
جون رودجرز (بالإنجليزية: John Rodgers)‏ هو ضابط أمريكي، ولد في 8 أغسطس 1812 في هافر دي غريس في الولايات المتحدة، وتوفي في 5 مايو 1882 في واشنطن العاصمة في الولايات المتحدة.